# Bureau des transports de la ville de Sendai
Le Bureau des transports de la ville de Sendai (仙台市交通局, Sendai-shi Kōtsūkyoku) est une agence publique dépendant de la municipalité de Sendai au Japon. Elle gère le réseau de métros et de bus de la ville.

## Réseaux actuels
- Métro de Sendai (2 lignes, 28,7 km),
- Bus municipal de Sendai.

## Anciens réseaux
- Tramway de Sendai (fermé en 1976).